# Kokrica (reka)
Za naselje glej Kokrica.
Kokrica, tudi Rupovščica, je 13 km dolgi potok na Gorenjskem. Napaja se iz potokov, ki izvirajo ob južnih pobočjih Kamniško-Savinjskih Alp, predvsem Kriške gore in Storžiča. V bližini Kranja (naselje Rupa) se izliva v reko Kokro.
V Kokrico se izlivajo potoki Bela, Milka (s pritokom Blatnik) ter Parovnica s pritoki Mlinščica, Goričica, Sevnica, Golnišnica, Stražnica in Želinjski potok.